# پسربچه
پسربچه (به انگلیسی: The Kid) نام فیلمی صامت، به کارگردانی و بازی چارلی چاپلین، ادنا پرواینس، جکی کوگان، و تولید سال ۱۹۲۱ است.
پسربچه نخستین فیلم بلند و دومین فیلم پرفروش در سال ۱۹۲۱ چارلی چاپلین است. در سال ۲۰۱۱ پسربچه برای نگهداری در فهرست ملی فیلم ایالات متحده توسط کتابخانه کنگره به عنوان «شناختی مهم از نظر فرهنگی، تاریخی یا زیبایی» انتخاب شد.

## داستان کامل فیلم
با اندوه فراوان، مادری که ازدواج نکرده‌است، فرزندش را رها می‌کند و او را در خودروی گران‌قیمتی می‌گذارد که روی آن نوشته شده‌است: «لطفاً این کودک یتیم را دوست بدارید و از او مراقبت کنید». دو دزد ماشین را می‌دزدند و بچه را در یک کوچه رها می‌کنند و در آنجا توسط ولگرد (The Tramp) پیدا می‌شود. پس از چند بار تلاش برای سپردن کودک به عابران مختلف، یادداشت را پیدا می‌کند و قلبش آب می‌شود. پسر را به خانه می‌برد، اسمش را جان می‌گذارد و اثاثیه خانه اش را برایش تنظیم می‌کند. در همین حال، مادر تغییر نظر می‌دهد و برای نوزادش برمیگردد. وقتی متوجه می‌شود که ماشین دزدیده شده‌است، غش می‌کند.
پنج سال می‌گذرد بچه و ولگرد در یک اتاق کوچک زندگی می‌کنند. آنها پول کمی دارند اما عشق زیادی دارند. آنها زندگی خود را با یک طرح کوچک تأمین می‌کنند: بچه برای شکستن پنجره‌ها سنگ می‌اندازد تا ولگرد که به عنوان شیشه کار می‌کند، بتواند برای تعمیر آنها دستمزد بگیرد. در همین حال، مادر به یک هنرپیشه ثروتمند تبدیل شده‌است و با دادن هدایایی به کودکان فقیر، خیریه می‌کند. به‌طور تصادفی، در حالی که او این کار را انجام می‌دهد، مادر و بچه ناخودآگاه از هم عبور می‌کنند.
بعداً وقتی مردم منطقه برای تماشای این نمایش جمع می‌شوند، بچه با یک پسر محلی دیگر درگیر می‌شود. بچه برنده می‌شود و خشم برادر بزرگتر پسر دیگر را برمی‌انگیزد که در نتیجه به ولگرد حمله می‌کند. مادر دعوا را به هم می‌ریزد، اما پس از رفتن او دوباره شروع می‌شود و ولگرد همچنان با آجری بین تاب‌ها بر سر «برادر بزرگ» می‌کوبد تا زمانی که از جایش متلاشی شود.
اندکی بعد، مادر به ولگرد توصیه می‌کند که پس از مریض شدن بچه با پزشک تماس بگیرد. دکتر متوجه می‌شود که ولگرد پدر بچه نیست و به مقامات اطلاع می‌دهد. دو مرد می‌آیند تا پسر را به یتیم خانه ببرند، اما پس از دعوا و تعقیب و گریز، ولگرد و پسر در کنار هم می‌مانند. وقتی مادر برمی گردد تا ببیند حال پسر چگونه است، با دکتر روبرو می‌شود که یادداشت (که از ولگرد گرفته بود) را به او نشان می‌دهد. او آن را همان کسی می‌داند که سال‌ها پیش با کودکش ترک کرده‌است.
اکنون فراری‌ها، ولگرد و پسرک شب را در یک فلاپ‌خانه می‌گذرانند. صاحب آن از یک جایزه ۱۰۰۰ دلاری توسط مقامات مطلع می‌شود و در حالی که ولگرد خواب است، بچه را به ایستگاه پلیس می‌برد. در حالی که مادر اشکبار با فرزند گمشده خود ملاقات می‌کند، ولگرد دیوانه وار به دنبال پسر گم شده می‌گردد. او که ناموفق بود، به خانه بازمی‌گردد، جلوی در به خواب می‌رود و وارد «سرزمین رویایی» می‌شود که همسایگانش به فرشتگان و شیاطین تبدیل شده‌اند. یک پلیس او را بیدار می‌کند و او را به عمارت می‌برد. در آنجا مادر و بچه و ولگرد باز هم همدیگر را ملاقات می‌کنند و بچه با پریدن در آغوش ولگرد از او پذیرایی می‌کند.

## خلاصه و معرفی کوتاه از داستان فیلم

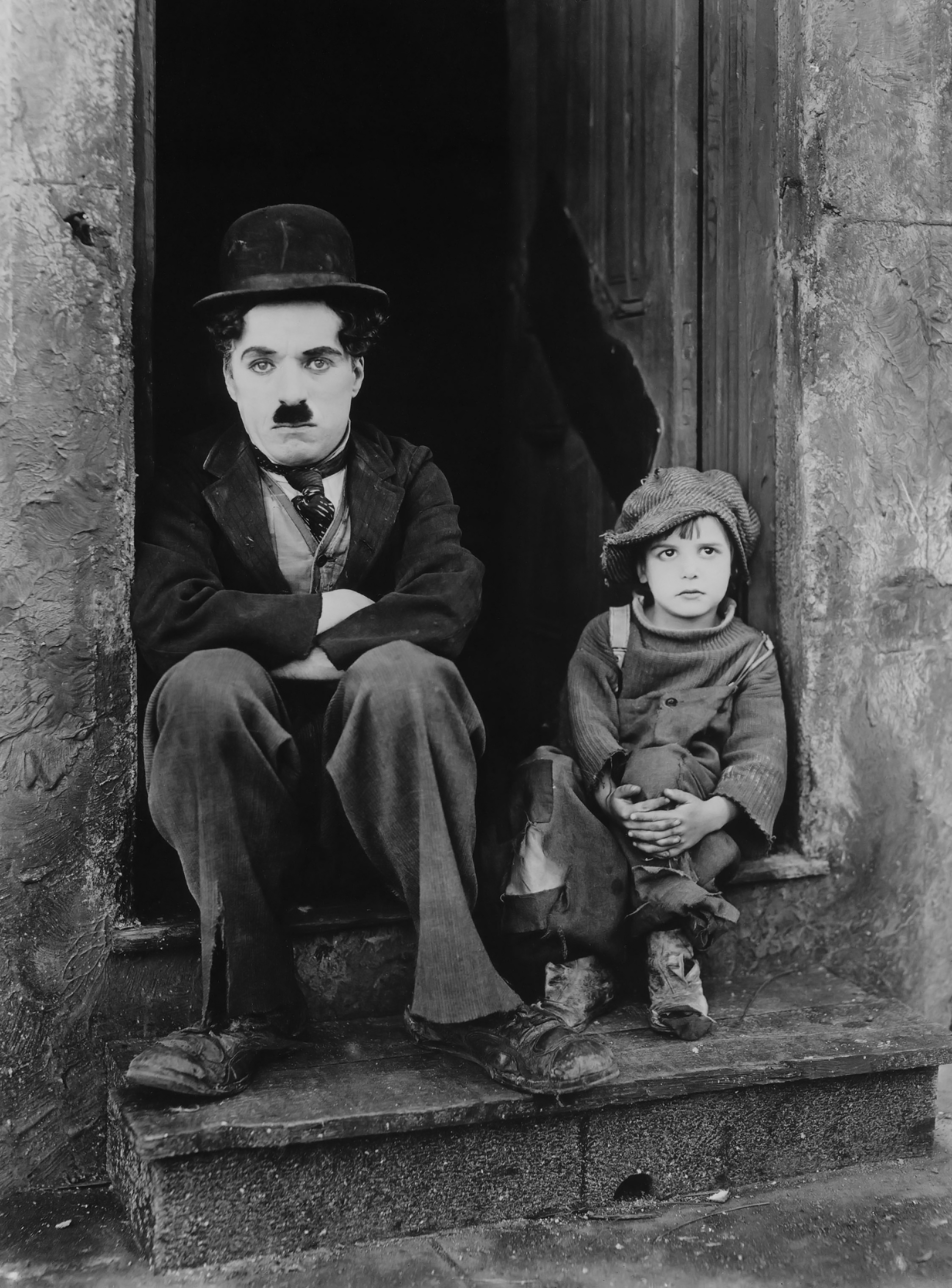
تصویر چارلی چاپلین و جکی کوگان در فیلم

ماجرای این فیلم را می‌توان آمیخته‌ای از درام و واقعیت دانست. روایت فیلم ماجرای فرد بیکاری در یک محلهٔ فقیرنشین را مطرح می‌کند که به‌طور اتفاقی پسربچهٔ بی‌سرپرستی را می‌یابد و ناخواسته او را به زندگی خود راه می‌دهد، ولی رفته‌رفته به او دل می‌بندد. نقش پسربچهٔ پنج‌ساله را جکی کوگان بازی کرده‌است.